# John Robert Vane
John Robert Vane (Tardebigg, Anglaterra 1927 - Londres 2004) fou un químic i farmacòleg anglès guardonat amb el Premi Nobel de Medicina o Fisiologia l'any 1982.

## Biografia
Va néixer el 29 de març de 1927 a la ciutat de Tardebigg, població situada al comtat de Worcestershire prop de la ciutat de Birmingham, en una família d'arrels russo-jueves. Va estudiar química a la Universitat de Birmingham, on es va graduar el 1944. Posteriorment realitzà el seu doctorat a la Universitat d'Oxford l'any 1953, on s'especialitzà en farmacologia. Durant 18 anys fou professor de farmacologia experimental al Reial Institut de Cirurgians de Londres, i el 1973 fou nomenat investigador del Wellcome Research Laboratories. Membre de la Royal Society, morí el 19 de novembre de 2004 a la ciutat de Londres.

## Recerca científica
Durant la seva estada al Reial Institut de Cirurgians de Londres desenvolupà el bioassaig, una tècnica cabdal per al desenvolupament de la recerca científica futura. Descobridor de la prostaglandina, va demostrar que l'aspirina o àcid acetilsalicílic i altres complexos antiinflamatoris bloquegen la formació de les prostaglandines i els tromboxans.
L'any 1982 li fou concedit el Premi Nobel de Medicina o Fisiologia, juntament amb els suecs Sune Bergström i Bengt Samuelsson, pels seus treballs sobre les prostaglandines.